# 5-я армия (Австро-Венгрия)
5-я армия — общевойсковое оперативное соединение императорской и королевской армий Австро-Венгрии во время Первой Мировой войны. С 1917 года известна как Изонцо Армия.

## История
В начале войны, в 1914 году высшее командование армии находилось на сербском театре военных действий. В сербской кампании 1914 года 5-я армия должна была наступать на нижнюю Дрину, тогда как два корпуса 2-й армии должны были наступать между Шабацем и Белградом. 5-я армия находилась под командованием генерала от инфантерии Риттера фон Франка, начальником Генерального штаба служил генерал-майор Максимилиан Чичерич. После сербской кампании армия была расформирована до конца года из-за больших потерь. После вступления Италии в войну (май 1915 г.) армия была вновь сформирована и с 24 мая 1917 г. во время Десятой битвы при Изонцо до конца войны называлась Армией Изонцо.

## Структура армии

### 1914 год
- VIII Корпус
- XIII Корпус

### 1915 год
- XV Корпус
- XVI Корпус
- Группа Гойгингера (3 дивизии)

К середине 1915 года в армии было шесть корпусов:
- XV Корпус
- XVI Корпус
- VII корпус
- III Корпус
- Охрана побережья Триеста
- Прибрежный участок Фиуме

### 1916 год
В 1916 году в армии III Корпус был заменён на VII.

### 1917 год
24 мая 1917 года 5-я австро-венгерская армия была переименована в Армию Изонцо. Во время одиннадцатой битвы при Изонцо 5-я армия была разделена на две части:
- 1-я армия Изонцо под командованием фельдцейхмейстера Венцеля фон Вурма.
- 2-я армия Изонцо под командованием генерала от инфантерии Иоганна фон Энрикеса.

### 1918 год
- XVI Корпус
- IV Корпус
- VII Корпус
- XXIII. Корпус
- Резерв: 9-я, 35-я, 51-я и 61-я дивизии, 12-я верховая пехотная дивизия.

## Командование

### Командиры армии
- Генерал от инфантерии Либориус фон Франк (1 августа 1914 г. — 27 декабря 1914 г.)
- Генерал от инфантерии Светозар Бороевич фон Бойна (27 мая 1915 — 23 августа 1917, с 24 мая 1917 как «Армия Изонцо»)
- Генерал артиллерии Венцель фон Вурм (в составе «1-й армии Изонцо»: 23 августа 1917 г. — 6 января 1918 г.)
- Генерал от инфантерии Иоганн фон Энрикес (в составе «2-й армии Изонцо»: 23 августа 1917 г. — 6 января 1918 г.)
- Генерал-полковник Венцель фон Вурм (как «Армия Изонцо»: 6 января 1918 г. — ноябрь 1918 г.)

### Начальники штаба
- Генерал-майор Максимилиан Чичерич (1914—1915)
- Генерал-майор Август фон Йельбург (1916)
- Теодор Эдлер фон Кёрнер (1-я армия Изонцо) и полковник фон Салис-Самаден (2-я армия Изонцо) (1917)